# Крякаща тайфа
„Крякаща тайфа“ (на английски: Quack Pack) е американски анимационен сериал, създаден от The Walt Disney Company. Дебютът му е през септември 1996 г. и се състои от един сезон с 39 епизода.

## Преглед
„Крякаща тайфа“ представя приключенията на Доналд Дък и племенниците му Хюи, Дюи и Луи, които са нарисувани като тийнейджъри. Други познати герои са Дейзи Дък и Лудвиг Фон Дрейк.
В „Крякаща тайфа“ Дейзи е репортер за новинарско предаване, наречено „Какво по света“, като Доналд е нейният оператор. Доналд Дък носи синя риза с червени цветя по нея. Хюи, Дюи и Луи са направени като типични тийнейджъри с различни интереси. Освен това говорят с истински гласове, за разлика от „Патешки истории“ например, където говорят с „патешки“ гласове, и също така са им дадени собствени личности, основна разлика от по-ранни анимации с тях. Хюи носи дълга червена риза над светло червена тениска и лилави шорти. Той обикновено действа като лидер на тримата братя. Дюи носи раирана риза в синьо с номер едно на гърба над светлосиня фланелка и сини гащета. Той има най-дългата коса от трите момчета и като цяло е добър с компютрите и технологиите. Луи носи зелен потник над зелени шорти и зелена шапка с козирката назад. Той е голям фен на комиксите moreso, а любимия му комикс герой е Mantis Boy. Луи е собственик на цигулка, която я използва, за да свири тъжна музика, когато той и братята му са манипулирали Доналд, за да се измъкнат от беда.
Според мнозина „Крякаща тайфа“ е по-забавен за разлика от предишния „по-сериозен“ с тяхното участие сериал, „Патешки истории“. Освен това, въпреки че всичко отново се развива в Дъкбург, този път почти всички са хора, освен семейство Дък и някои техни приятели, които се появяват само в 3-4 епизода. В този сериал персонажи като Скрудж Макдък, Уеби, Плок Макквак и Жиро Конструиро („Хари Хлопдъск“ в комиксите) липсват, без да е дадено конкретно обяснение затова – причина, довела и до неуспеха на сериала сред почитателите на анимациите на Дисни.

## Актьорски състав
- Доналд – Тони Анселмо
- Дейзи – Кат Суси
- Хюи – Джийни Елайъс
- Дюи – Памела Сегал
- Луи – Елизабет Дейли
- Глумпки – Пат Фрейли
- Кент Пауърс – Роджър Роуз
- Гус Гуус – Тим Къри
- Лудвиг Фон Дрейк – Кори Бъртън

## Списък с епизоди
1. The Really Mighty Ducks
2. Island of the Not-So-Nice
3. I.O.U. a U.F.O.
4. Leader of the Quack
5. All Hands On Duck
6. Pride Goeth Before the Fall Guy
7. Need 4 Speed
8. The Germinator
9. The Late Donald Duck
10. Tasty Paste
11. Phoniest Home Videos
12. Return of the T-Squad
13. Koi Story
14. Ready, Aim... Duck!
15. Pardon My Molecules
16. The Unusual Suspects
17. Ducklaration Of Independence
18. Can't Take a Yolk
19. Heavy Dental
20. Duck Quake
21. The Long Arm of the Claw
22. Shrunken Heroes
23. Snow Place to Hide
24. Huey Duck, P.I.
25. Take My Duck, Please!
26. Ducks by Nature
27. Recipe for Adventure
28. The Boy Who Cried Ghost
29. Gator Aid
30. None Like it Hot
31. Ducky Dearest
32. Transmission: Impossible
33. Nosy Neighbors
34. Hit the Road, Backwater Jack
35. Cat and Louse
36. Hero Today, Don Tomorrow
37. Captain Donald
38. Stunt Double or Nothing
39. Feats of Clay

## Крякаща тайфа в България
В България сериалът започва излъчване на 17 януари 2009 г. по bTV, всяка събота и неделя от 08:00 в програмата „Детски клуб Дисни“ с повторения в четвъртък и петък от 06:20. Последният епизод е излъчен на 7 юни. Ролите се озвучават от артистите Ирина Маринова, Елисавета Господинова, Александър Воронов и Живка Донева.

## Издания на DVD
Три епизода са пуснати на DVD в регион 1.